# St. Georg (Haguenau)

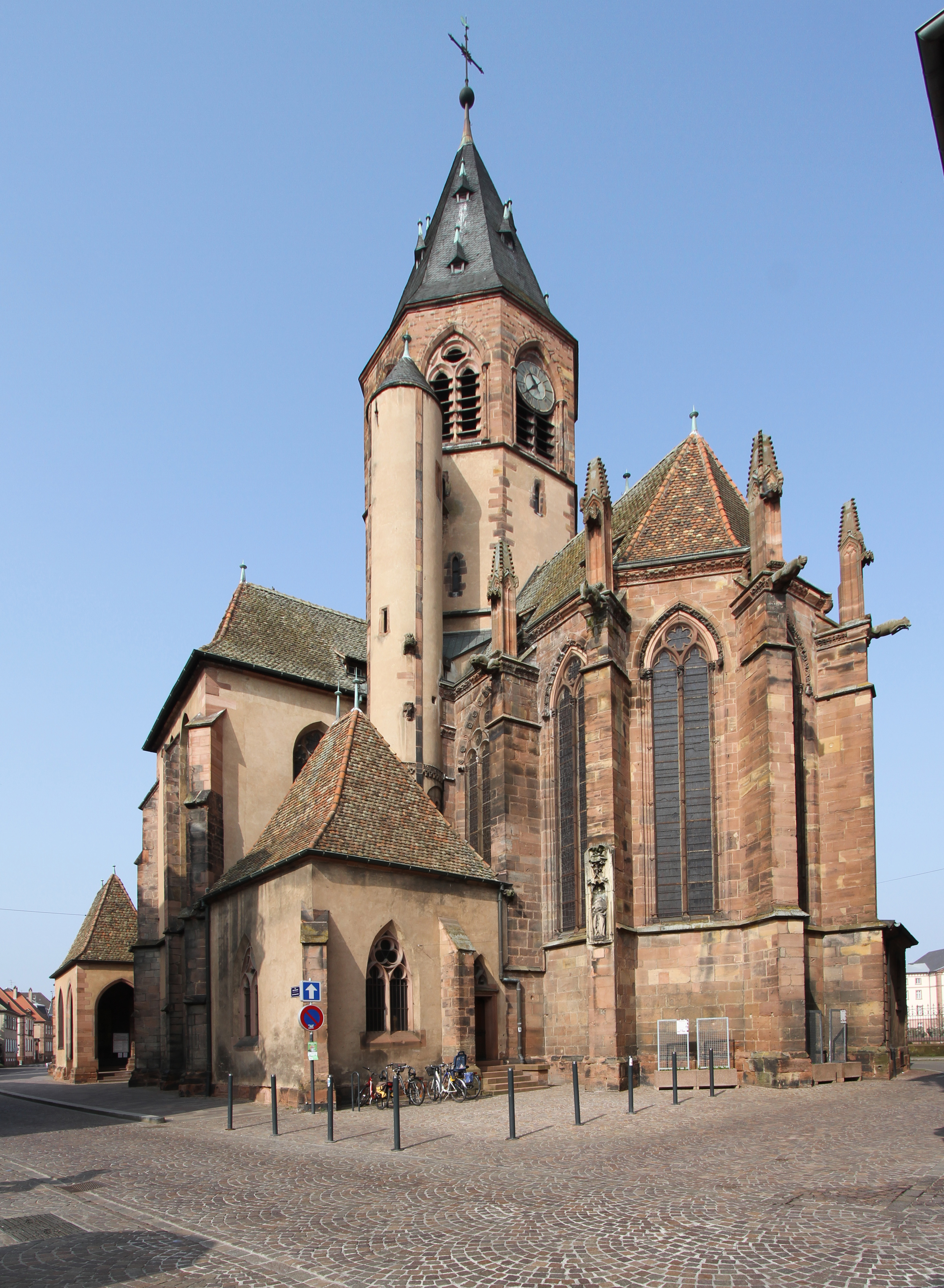
St. Georg von Osten

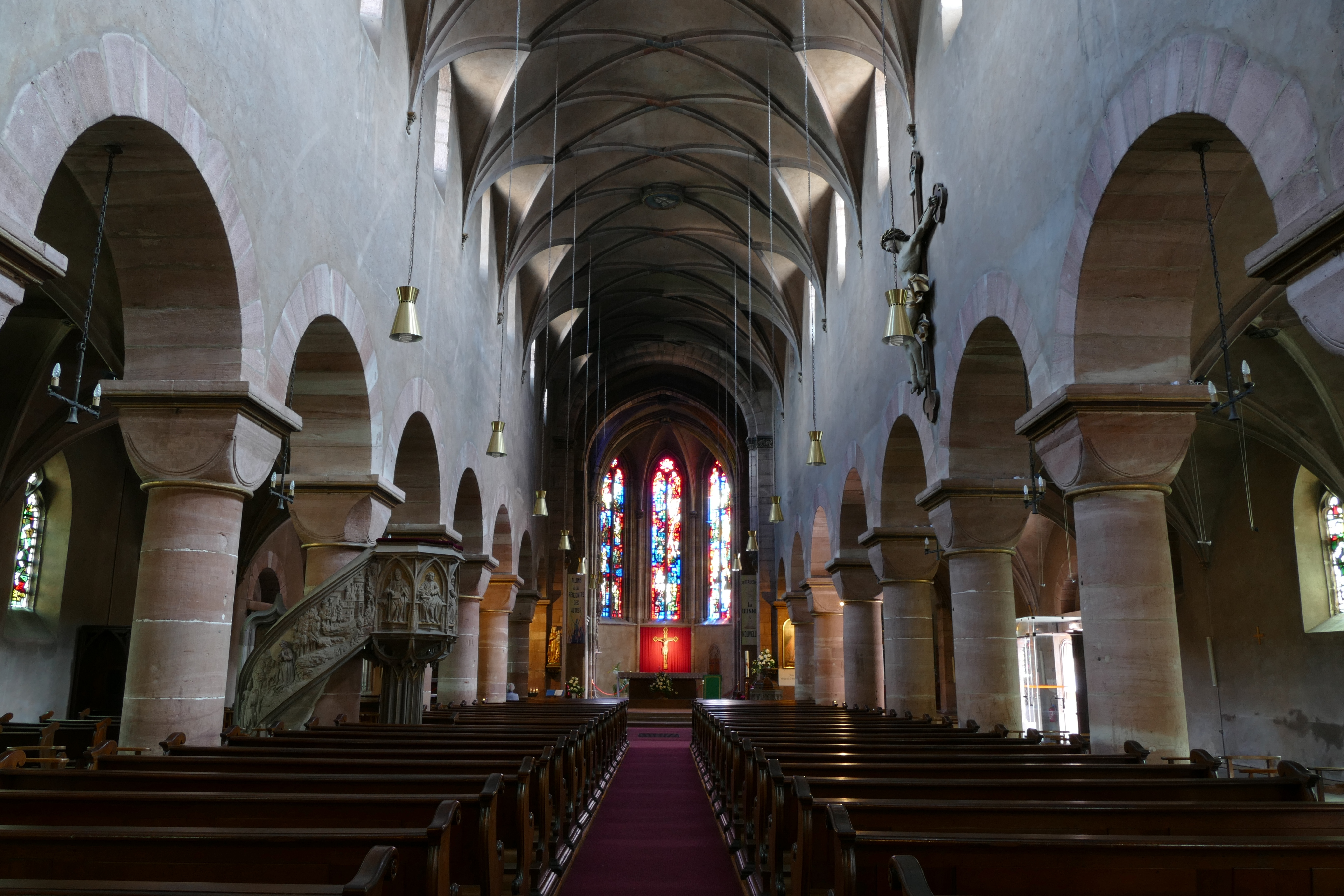
Blick nach Osten zum Chor

Die Stadtpfarrkirche St. Georg (frz. Église Saint-Georges) ist neben der Kirche St. Nikolaus der bedeutendste Sakralbau der Stadt Haguenau. Die Kirche ist seit 1848 Monument historique.

## Baugeschichte und Beschreibung
Der romanische Kirchenbau wurde unter dem Staufer-Herzog Friedrich II. von Schwaben („dem Einäugigen“) begonnen und ersetzte eine ältere romanische Kapelle.
1143 gewährte der Straßburger Bischof Burchhard I. den Bau der Kirche, die 1189 fertiggestellt wurde. Sie erinnert in ihrer Form eher an die von Hirsau geprägte romanische Architektur im Schwäbischen als an die oberrheinisch-elsässische Romanik, wo die gewölbte Pfeilerbasilika vorherrschend ist. Als nächster Verwandter kann die Klosterkirche Schwarzach auf der gegenüberliegenden Rheinseite angesehen werden. Im Außenbau ist das Langhaus durch Lisenen und Rundbogenfriese gegliedert.
Zwischen 1210 und 1230 wurden das Querhaus und der achteckige Turm angebaut. 1268 waren das Querhaus und die Aufstockung des achteckigen Turms schließlich fertiggestellt. An das romanische Mittelschiff, das bis auf die später eingefügten Gewölbe unberührt blieb, wurde ein gotischer Chor angefügt, dessen Formen auf die Straßburger Münsterbauhütte verweisen. Auch die Seitenschiffe erhielten Kreuzrippengewölbe. Der gotische Chor, ein Werk der Steinmetze der Bauhütte „Zur lieben Frau“ des Straßburger Münsters, wurde am 5. September 1283 vom Bischof von Basel (damals Heinrich von Isny ) geweiht.
1287 stiftete der römisch-deutsche König Rudolf von Habsburg eine Propstei, der 1738 das Kloster Surburg angegliedert wurde.
1371 begann der Ausbau des Kirchenschiffes, das drei an den Fenstern im oberen Teil ersichtliche Joche dazu gewann.
Das Mittelschiffgewölbe entstand 1609–1611 in nachgotischen Formen (vgl. Jesuitenkirche in Molsheim).
Während der Französischen Revolution sowie der Kämpfe um die Stadt 1945 litt die Kirche Verluste an Bau- und Verzierungssubstanz. Mehrere abgeschlagene Skulpturen, die ursprünglich vor allen Dingen die Chorfassaden verzierten, werden heute im Musée historique aufbewahrt. Die Kirche wurde bis 1963 wiederaufgebaut.
1963 wurde ein neuer, von Louis Rudloff gestalteter Hauptaltar aus rotem Sandstein aufgestellt.
Die Kirche hat folgende Ausmaße:
- Außenlänge: 67 Meter
- Außenbreite: 22 Meter
- Innenlänge: 61 Meter
- Innenbreite: 19,60 Meter

Äußeres der Sankt Georgskirche von Hagenau
Die berühmten „Teufelskrallen“ zwischen dem „Chörel“ und der Jakobskapelle könnten von den Schwertern der Soldaten herrühren, die sich unter den Schutz des Heiligen Georg stellten, bevor sie in den Kampf zogen.
Das „Chörel“ am Süd-Eingang war im Mittelalter ein Vordach aus Holz, unter dem die Brautleute gesegnet wurden und die Tauf Feierlichkeiten begannen.
Auf dem Strebepfeiler des südlichen Querhauses nahe dem „Chörel“ befinden sich die eingearbeiteten Nuten, in die ehemals Längenmaße der freien Reichsstadt Haguenau eingesetzt waren. Auf einem alten Türpfosten des Nordportals sind zwei Graffiti zu erkennen. Sie stellen Ritter im Harnisch auf einem Pferd dar und gehen bis in das 13. Jahrhundert zurück.

## Ausstattung

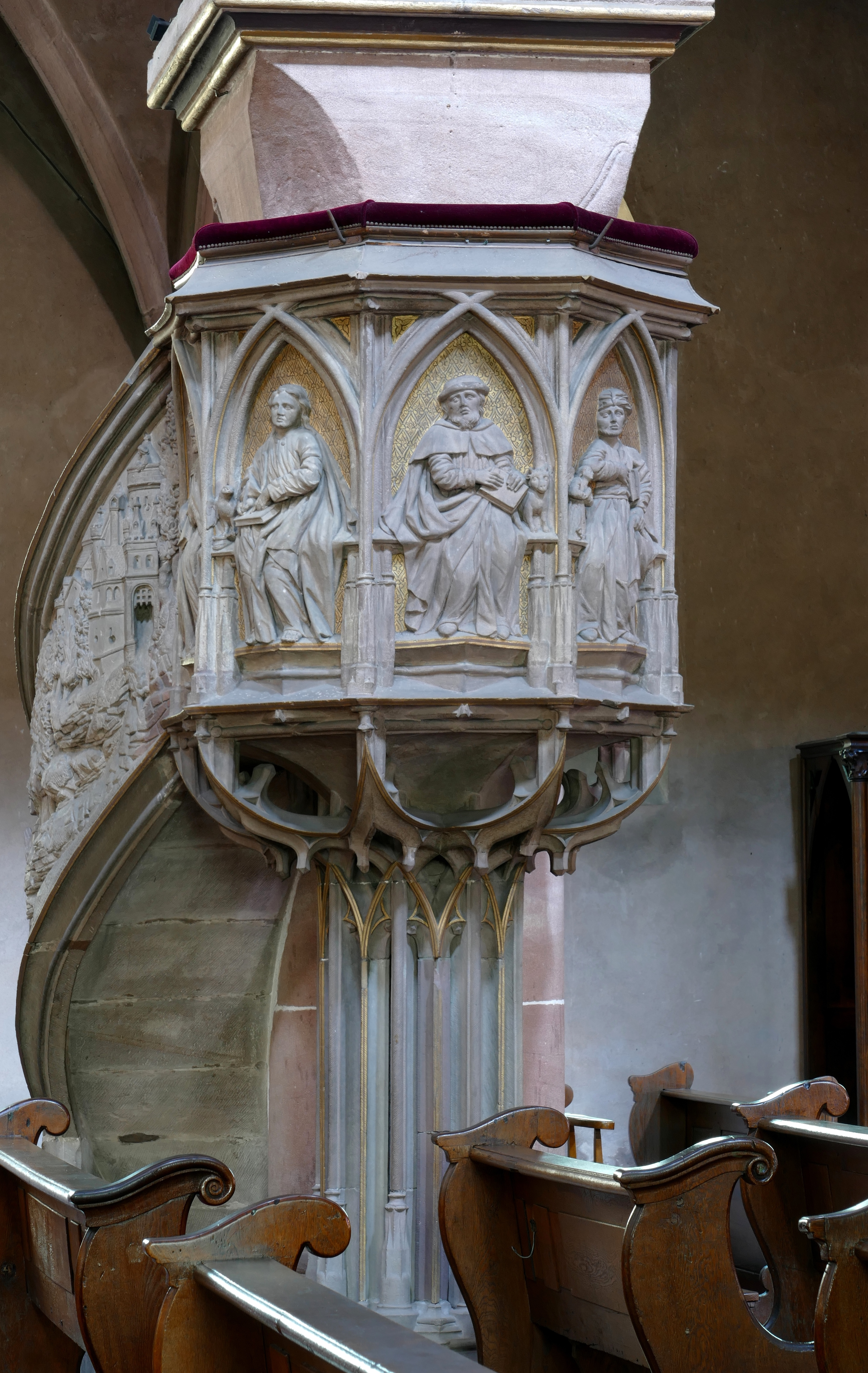
Die spätgotische Kanzel

Das Innere der Kirche enthält relativ wenige Ausstattungsstücke.

### Kanzel und Schnitzwerke
Am bemerkenswertesten sind die Kanzel aus dem Jahre 1500 von Veit Wagner, ein großes Kruzifix (4 Meter hoch, 2,75 Meter breit) aus dem Jahre 1488 von Klemens von Baden, ein zwölf Meter hohes Sakramentshaus aus dem Jahre 1523 von Friedrich Hammer und mehrere Schnitzaltäre, darunter ein großformatiges Werk vom Grünewald-Zeitgenossen Diebold Martin, ein Jüngstes Gericht, das im 19. Jahrhundert mit zwei spätgotischen Gemälden eines fränkischen oder schwäbischen Meisters zusammen zu einem Flügelaltar, den es in dieser Form ursprünglich nicht gegeben hatte, zusammengesetzt wurde.

### Fenster
1845 erhielt die Kirche neue Glasfenster mit Darstellungen der Kaiser Friedrich Barbarossa, Konrad III., Rudolf von Habsburg und Albrecht III. in den Seitenschiffsfenstern. Diese Fenster überstanden die Bombardierungen von 1945 nicht. Nach dem Bombenangriffen des Jahres 1945 glich das Bauwerk einer Ruine, die Turmspitze war abgebrochen, die Mauern eingestürzt, die Gewölbe zusammengefallen, die Kirchenfenster geborsten. Die heute zu sehenden Apsis- und Westwerkfenster sind das Werk von Jacques Le Chevallier und wurden von 1956 bis 1969 eingebaut.

### Orgel

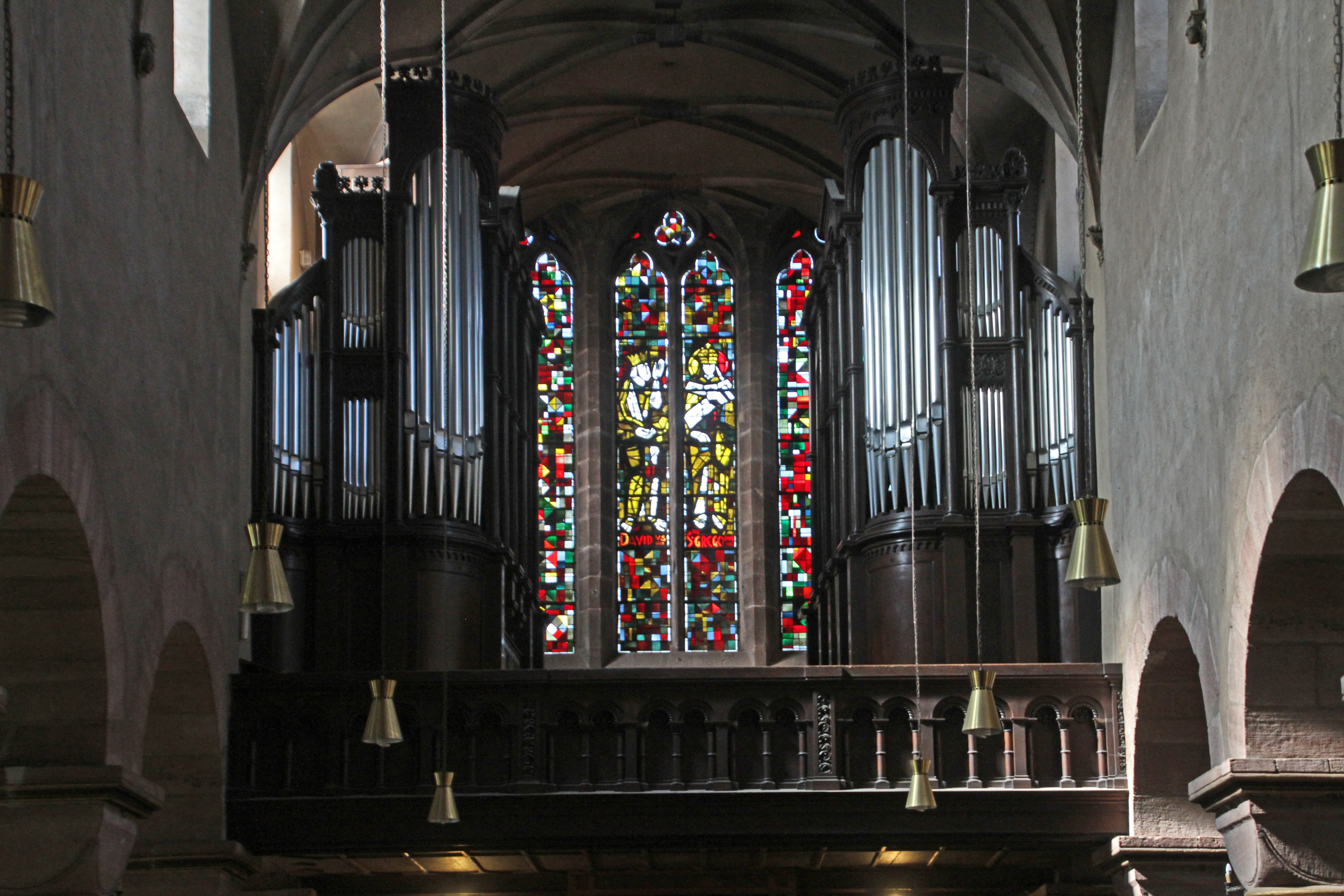
Orgelprospekt

Die große Orgel stammt aus dem Hause Kern (1988) in einem Gehäuse der Firma Eberhard Friedrich Walcker von 1867, jedoch gab es bereits im 15. Jahrhundert nachweislich eine Orgel, die 1491–1493 von dem Orgelbauer Friedrich Krebs als Schwalbennestorgel erbaut worden war. Das heutige Orgelwerk wurde 1988 erbaut, wobei Pfeifenmaterial aus der Walcker-Orgel wiederverwendet wurde.
| I Positif C–g3 |             |        |
| 1.             | Bourdon     | 8′     |
| 2.             | Prestant    | 4′     |
| 3.             | Flûte       | 4′     |
| 4.             | Nasard      | 2 ⁄3′  |
| 5.             | Doublette   | 2′     |
| 6.             | Tierce      | 1 3⁄5′ |
| 7.             | Cymbale III |        |
| 8.             | Cromorne    | 8′     |

| II Grand Orgue C–g3 |                |     |
| 9.                  | Bourdon        | 16′ |
| 10.                 | Montre         | 8′  |
| 11.                 | Bourdon        | 8′  |
| 12.                 | Viole de Gambe | 8′  |
| 13.                 | Prestant       | 4′  |
| 14.                 | Doublette      | 2′  |
| 15.                 | Fourniture IV  |     |
| 16.                 | Cornet V (D)   |     |
| 17.                 | Trompette      | 8′  |
| 18.                 | Clairon        | 4′  |

| III Récit expressif C–g3 |                 |    |
| 19.                      | Diapason        | 8′ |
| 20.                      | Cor de nuit     | 8′ |
| 21.                      | Salicional      | 8′ |
| 22.                      | Unda maris      | 8′ |
| 23.                      | Fugara          | 4′ |
| 24.                      | Flûte en bois   | 4′ |
| 25.                      | Octavin         | 2′ |
| 26.                      | Carillon III    |    |
| 27.                      | Basson-Hautbois | 8′ |
| 28.                      | Voix humaine    | 8′ |
|                          | Tremblant       |    |

| Pédale C–f1 |           |         |
| 29.         | Flûte     | 16′     |
| 30.         | Soubasse  | 16′     |
| 31.         | Quinte    | 10 2⁄3′ |
| 32.         | Flûte     | 8′      |
| 33.         | Prestant  | 4′      |
| 34.         | Bombarde  | 16′     |
| 35.         | Trompette | 8′      |

- Koppeln: I/II, III/II, I/P, II/P, III/P

### Glockenturm
Der Glockenturm über der Vierung enthält zwei Glocken. Beide wurden im Jahre 1268 gegossen und überstanden im Gegensatz zu ihren Zeitgenossen in der Kirche St. Nikolaus den Zweiten Weltkrieg unbeschadet.

## Ansichten

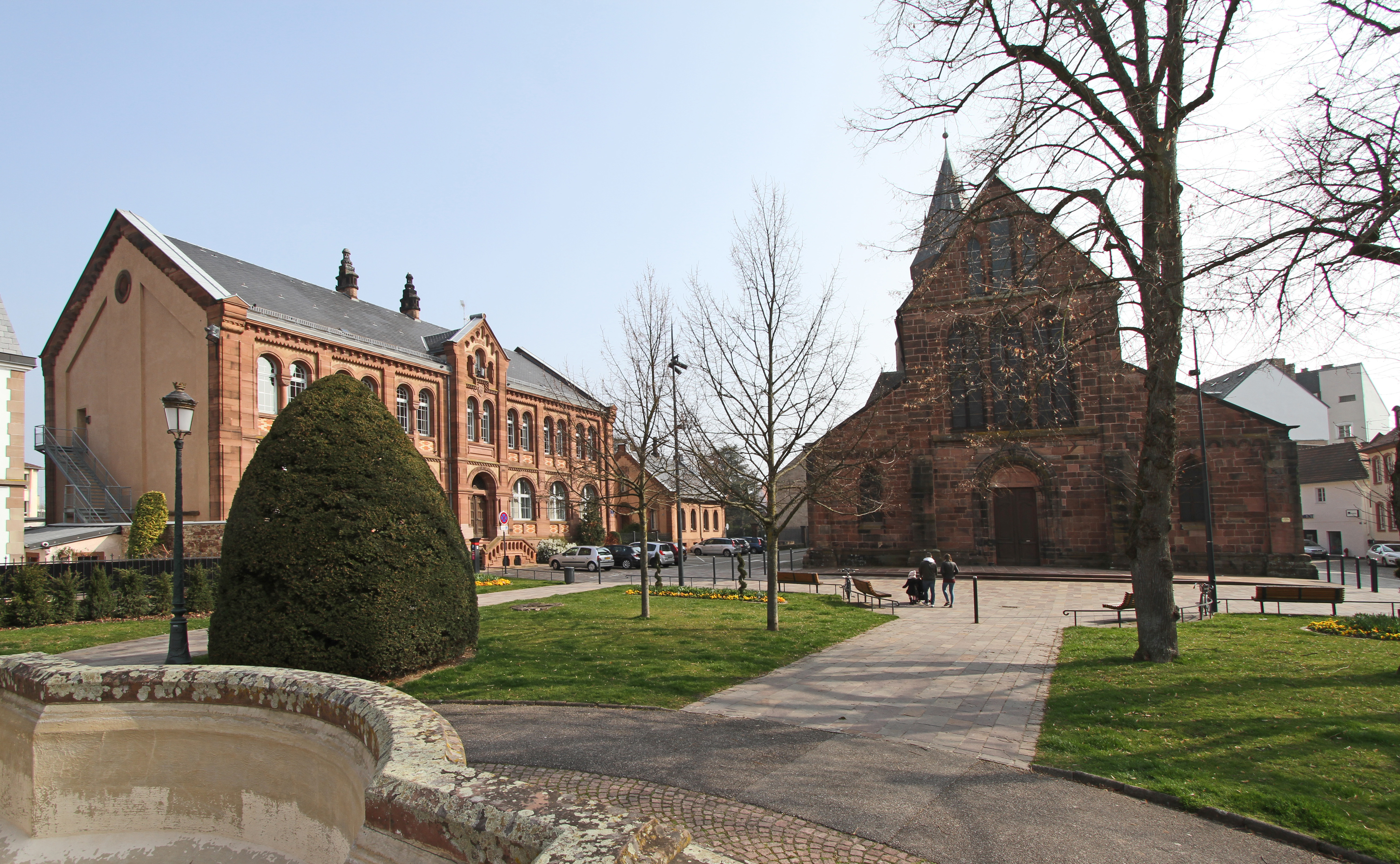
Platz im Westen vor St. Georg, links die École Saint-Georges
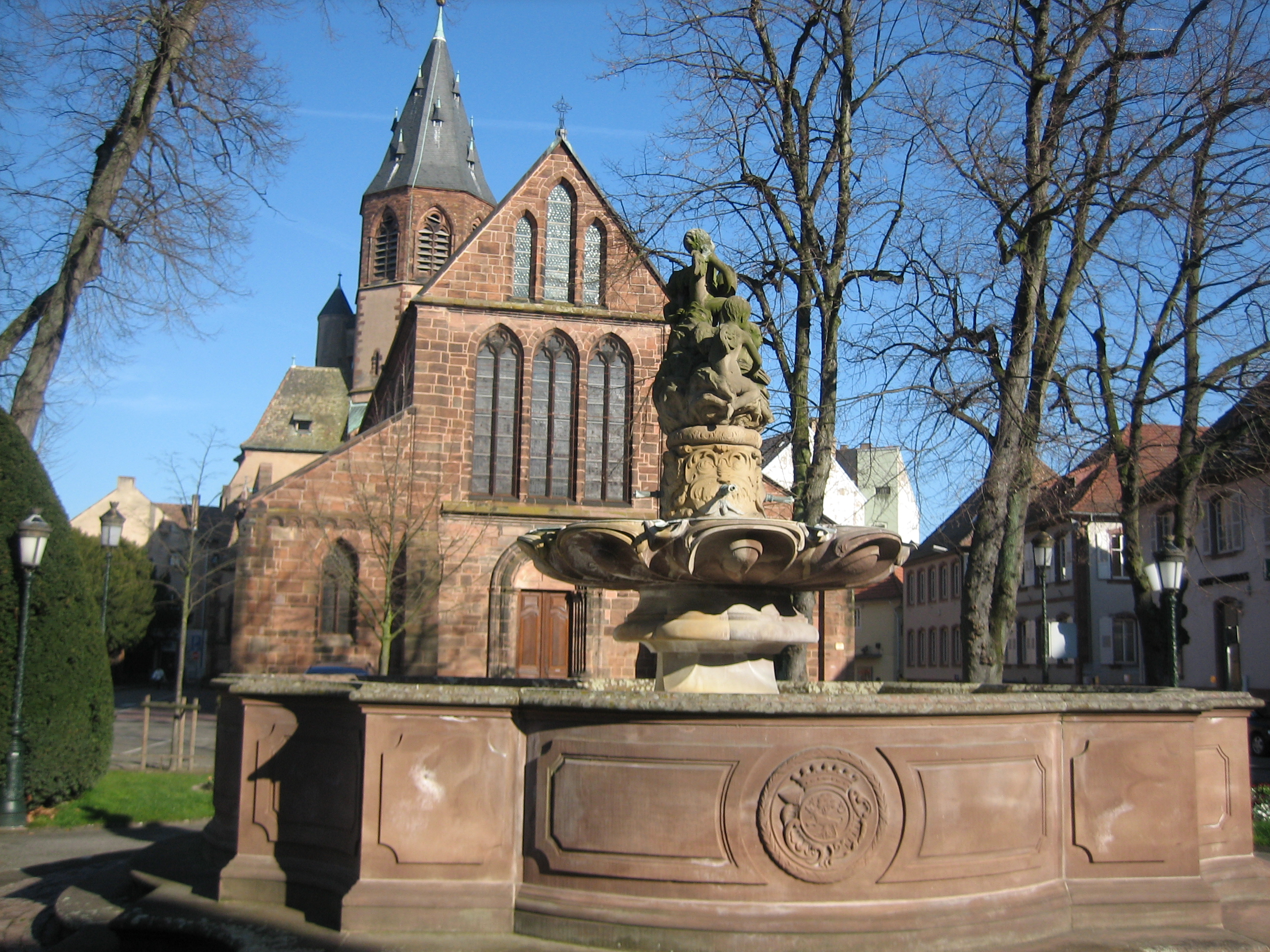
St. Georg von Westen, im Vordergrund der barocke „Bienenbrunnen“ aus der ehemaligen Klosteranlage Neubourg
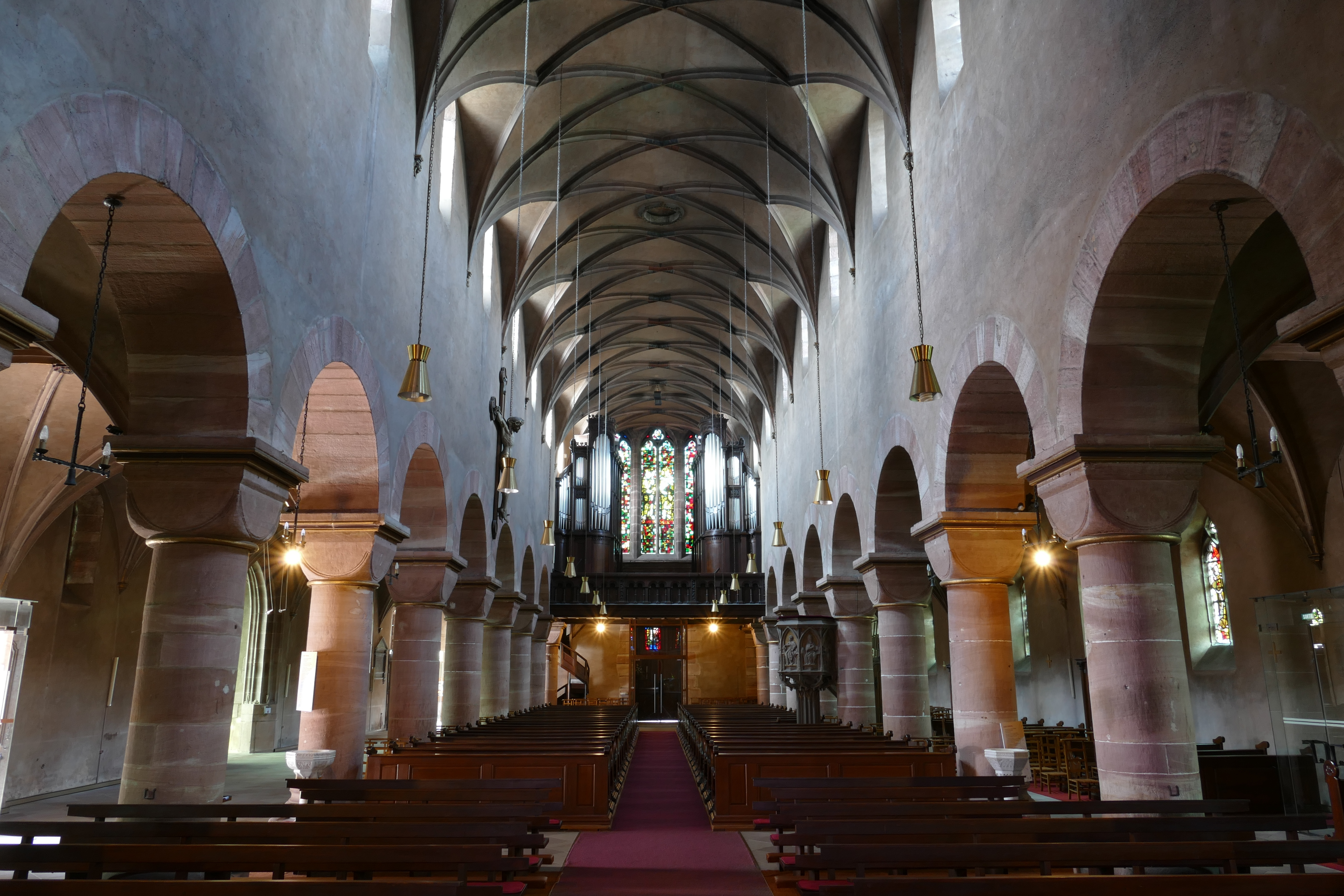
Blick nach Westen zur Orgel
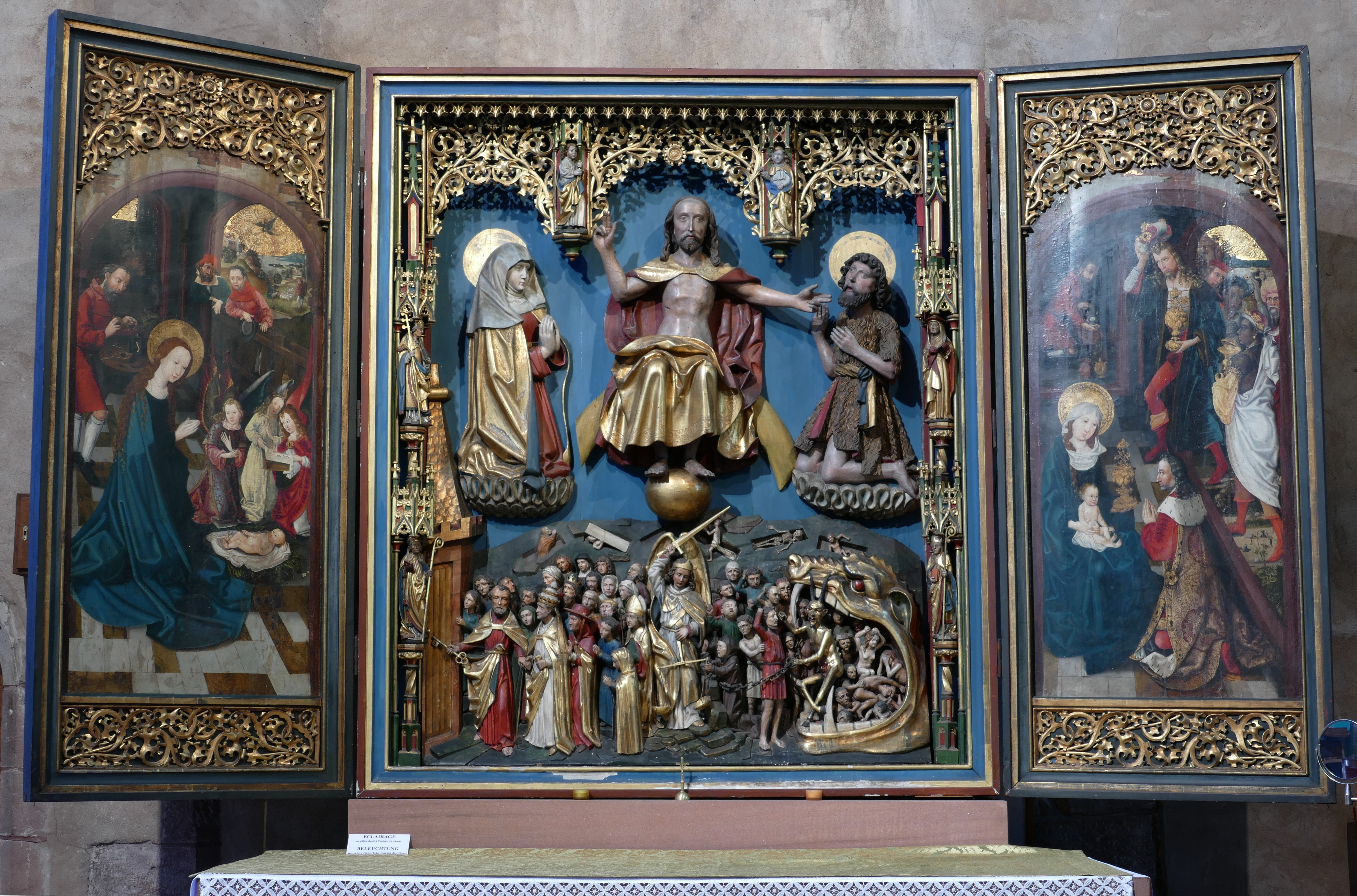
Altarbild „Jüngstes Gericht“
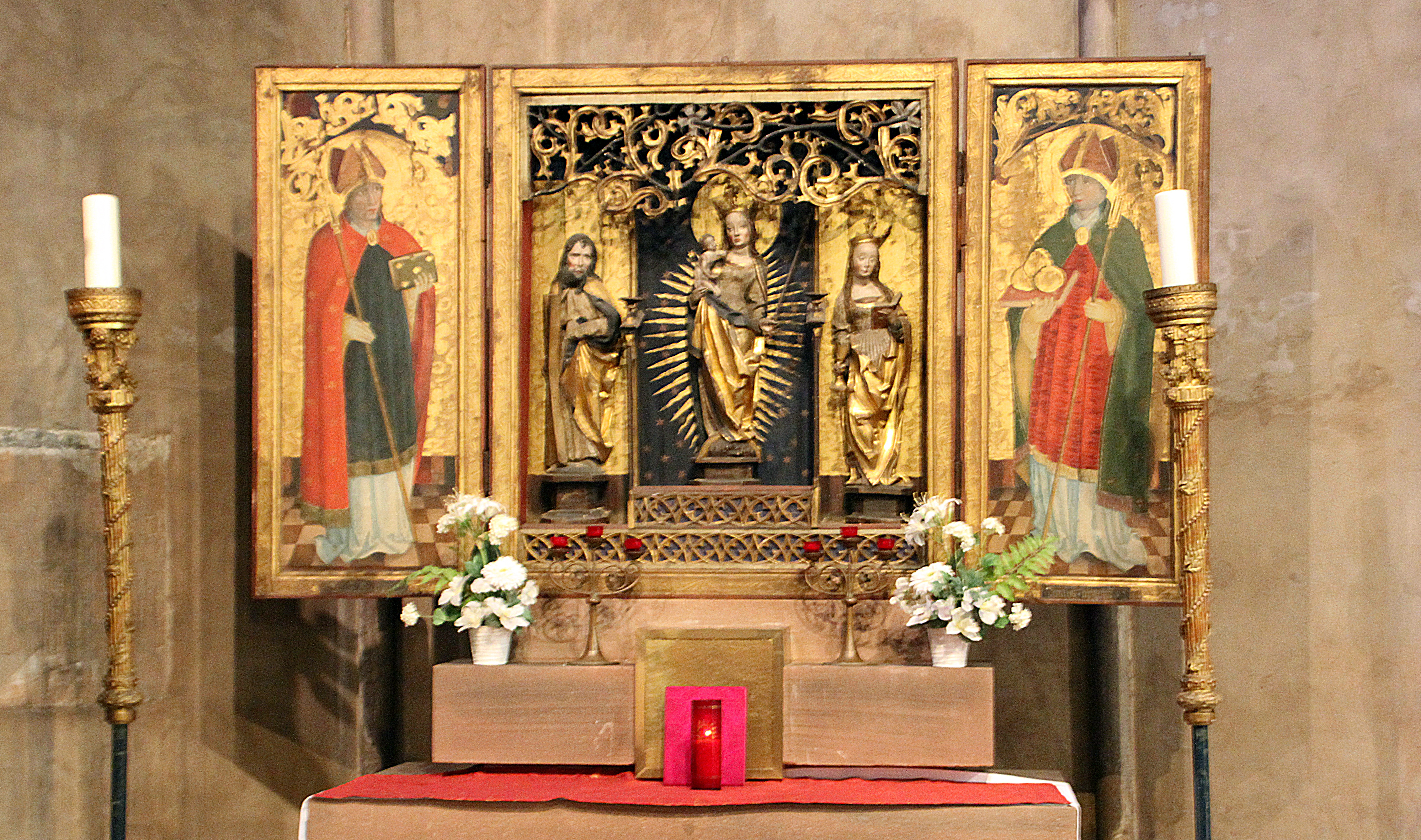
Altarbild „Heiliges Sakrament“